# Hipokryzja
Hipokryzja (od gr. ὑπόκρισις hypokrisis, udawanie) – fałszywość, dwulicowość, obłuda. Zachowanie lub sposób myślenia i działania charakteryzujący się niespójnością stosowanych zasad moralnych. Udawanie serdeczności, szlachetności, religijności, zazwyczaj po to, by wprowadzić kogoś w błąd co do swych rzeczywistych intencji i czerpać z tego własne korzyści.
Hipokryzja może się przejawiać na wiele sposobów, np.:
- oficjalne głoszenie przestrzegania określonych zasad moralnych i jednoczesne ich „ciche” łamanie, gdy nikt ważny tego nie widzi (np. głoszenie przez polityka, że walczy z korupcją i jednoczesne branie przez tego polityka po cichu łapówek),
- stosowanie różnych, sprzecznych wzajemnie zasad moralnych przy różnych sytuacjach (np. wymaganie od męża żeby nie zdradzał i jednoczesne zdradzanie męża)[3],
- wymyślanie rozmaitych teorii, które w pokrętny sposób tłumaczą stosowanie różnych norm moralnych przy różnych sytuacjach (np. głoszenie, że zabijanie dzieci wroga w czasie wojny jest dobre dlatego, że wróg ten popełnił wcześniej zbrodnię mordując nasze dzieci),
- tworzenie obszarów tabu, czyli spraw, o których się nigdy nie rozmawia publicznie; zazwyczaj są to sprawy, które w świadomości wielu ludzi są niemoralne, ale są lub były jednocześnie masowo praktykowane (zob. też tajemnica poliszynela).

Hipokryzja jest stałą cechą ludzkich społeczeństw. Wynika ona z jednej strony z konfliktu między indywidualnym interesem poszczególnych osób i normami moralnymi panującymi w danym społeczeństwie, a z drugiej strony z konfliktu między normami obyczajowymi i moralnymi.